# 宝達志水町
宝達志水町（ほうだつしみずちょう）は、石川県の中部にある町。能登半島の付け根にあり、羽咋郡に属する。町内には能登地方の最高峰である宝達山（標高637メートル）を有する。
旧能登国最南部に近く、能登地方では最も加賀地方寄りの「口能登」（くちのと）に位置する。県庁所在地である金沢市への通勤率は15.3%（平成17年国勢調査）。
石川県の町は、平成の大合併より以前までは総て「まち」と読んでいたが、新設された当町と能登町は「ちょう」と読む。

## 地理

### 自然地理
- 山：碁石が峰、蓮華山、宝達山、末森山
- 河川：大海川、前田川、宝達川、子浦川
- 湖沼：下石ダム貯水池、新宮ダム貯水池、子浦川防災ダム湖

### 隣接する自治体
町域は日本海側から富山県との県境まで広がっている。
- 石川県
  - 羽咋市
  - かほく市
  - 河北郡：津幡町
- 富山県
  - 氷見市
  - 高岡市

## 歴史

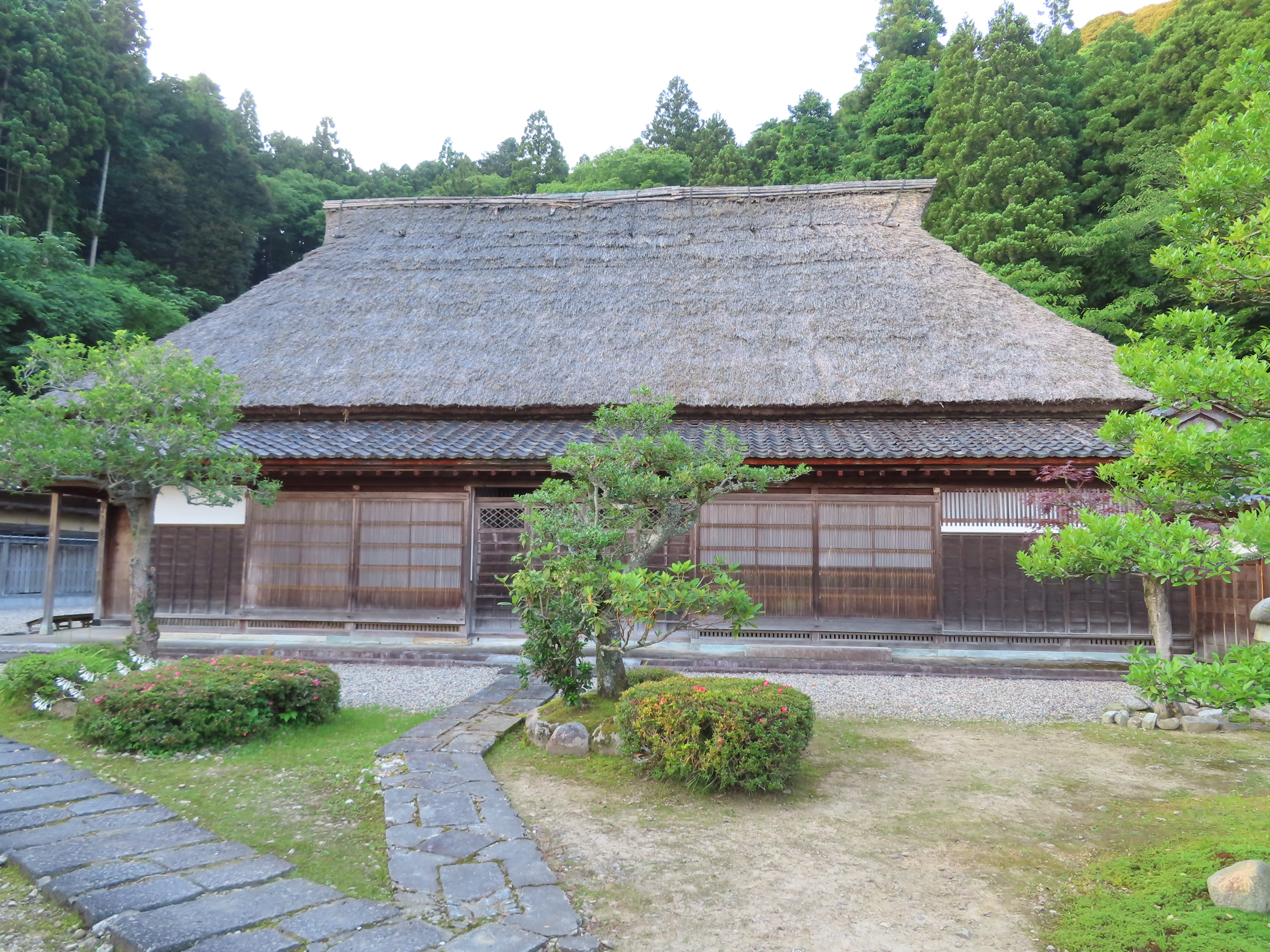
十村屋敷の岡部家

石川県内で最初の旧石器が発掘された。縄文時代や弥生時代の遺跡も町内各地で発掘されている。
天正12年（1584年）には前田利家と佐々成政の間で末森城を巡る攻防戦が行なわれた（末森城の戦い）。
江戸時代には、加賀藩の農政の末端を担う十村役として喜多家と岡部家が置かれた。
宝達山には金山があり1903年（明治36年）の『加賀藩貨幣録』によると、1584年（天正12年）に開山し、坑道12箇所の崩落により閉山した1628年（寛永5年）まで採掘された。宝達山での金の採掘が衰えたため、鉱夫は加能越三国（加賀国、能登国、越中国）の堤防や用水路の工事に従事するようになり、宝達（宝達者）と呼ばれ、辰巳用水（金沢市）の掘削や宝達川の堤防工事などにも加わったといわれるが資料が少なく詳しいことはわかっていない。
旧押水町の紺屋町地区には、押水町の名前の由来となった「押しの泉」と呼ばれる湧水がある。昔、弘法大師がこの地を通った時に水を求めたところ、老婆が一杯の水を恵んでくれた。その礼として大師が杖で岩を押したところに清水が湧き出たという弘法水伝説が残されている。
2013年（平成25年）、国際連合食糧農業機関(FAO)が推進する世界重要農業遺産システムに認定されていた「能登の里山里海」に追加認定された。
2024年1月1日に発生した能登半島地震で震度5強を観測。断水などの甚大な被害が出た。

## 沿革
- 2005年（平成17年）3月1日 - 羽咋郡志雄町及び押水町を廃し、その区域をもって羽咋郡宝達志水町を設置する。

町の名称を決める際に「宝達町（宝達山から命名）」を推す押水町と「志水町（志雄の「志」と押水の「水」）」を推す志雄町が互いに最後まで譲らなかったため、二つをつなげて町名とした。

## 人口
| |                                            |  |
| 宝達志水町と全国の年齢別人口分布（2005年） | 宝達志水町の年齢・男女別人口分布（2005年） |  |
| ■紫色 ― 宝達志水町 ■緑色 ― 日本全国 | ■青色 ― 男性 ■赤色 ― 女性                  |  |
| 宝達志水町（に相当する地域）の人口の推移 \| 1970年（昭和45年） \| 17,107人 \| \| \| 1975年（昭和50年） \| 17,091人 \| \| \| 1980年（昭和55年） \| 17,115人 \| \| \| 1985年（昭和60年） \| 17,306人 \| \| \| 1990年（平成2年） \| 16,897人 \| \| \| 1995年（平成7年） \| 16,409人 \| \| \| 2000年（平成12年） \| 15,891人 \| \| \| 2005年（平成17年） \| 15,236人 \| \| \| 2010年（平成22年） \| 14,277人 \| \| \| 2015年（平成27年） \| 13,174人 \| \| \| 2020年（令和2年） \| 12,121人 \| \| |                                            |  |
| 総務省統計局 国勢調査より |                                            |  |
| 1970年（昭和45年） | 17,107人                                   |  |
| 1975年（昭和50年） | 17,091人                                   |  |
| 1980年（昭和55年） | 17,115人                                   |  |
| 1985年（昭和60年） | 17,306人                                   |  |
| 1990年（平成2年） | 16,897人                                   |  |
| 1995年（平成7年） | 16,409人                                   |  |
| 2000年（平成12年） | 15,891人                                   |  |
| 2005年（平成17年） | 15,236人                                   |  |
| 2010年（平成22年） | 14,277人                                   |  |
| 2015年（平成27年） | 13,174人                                   |  |
| 2020年（令和2年） | 12,121人                                   |  |

## 行政

### 町長
| 代 | 人 | 氏名     | 就任                     | 退任                     | 備考                                     |
| -- | -- | -------- | ------------------------ | ------------------------ | ---------------------------------------- |
|    |    | 中西一順 | 2005年（平成17年）3月1日 | 2005年（平成17年）4月2日 | 町長職務執行者、旧押水町長               |
| 1  | 1  | 中野茂一 | 2005年（平成17年）4月3日 | 2009年（平成21年）4月2日 | 旧志雄町長                               |
| 2  | 2  | 津田達   | 2009年（平成21年）4月3日 | 2013年（平成25年）4月2日 |                                          |
| 3  | 2  | 津田達   | 2013年（平成25年）4月3日 | 2017年（平成29年）4月2日 |                                          |
| 4  | 3  | 寳達典久 | 2017年（平成29年）4月3日 | 2021年（令和3年）4月2日  | 前町議会議員                             |
| 5  | 3  | 寳達典久 | 2021年（令和3年）4月3日  | 2025年（令和7年）4月2日  |                                          |
| 6  | 3  | 寳達典久 | 2025年（令和7年）4月3日  | 2025年（令和7年）5月2日  | 石川県議補選立候補に伴い自動失職（退職） |
| 7  | 4  | 高下栄次 | 2025年（令和7年）6月15日 | 現職                     |                                          |

### 町役場庁舎

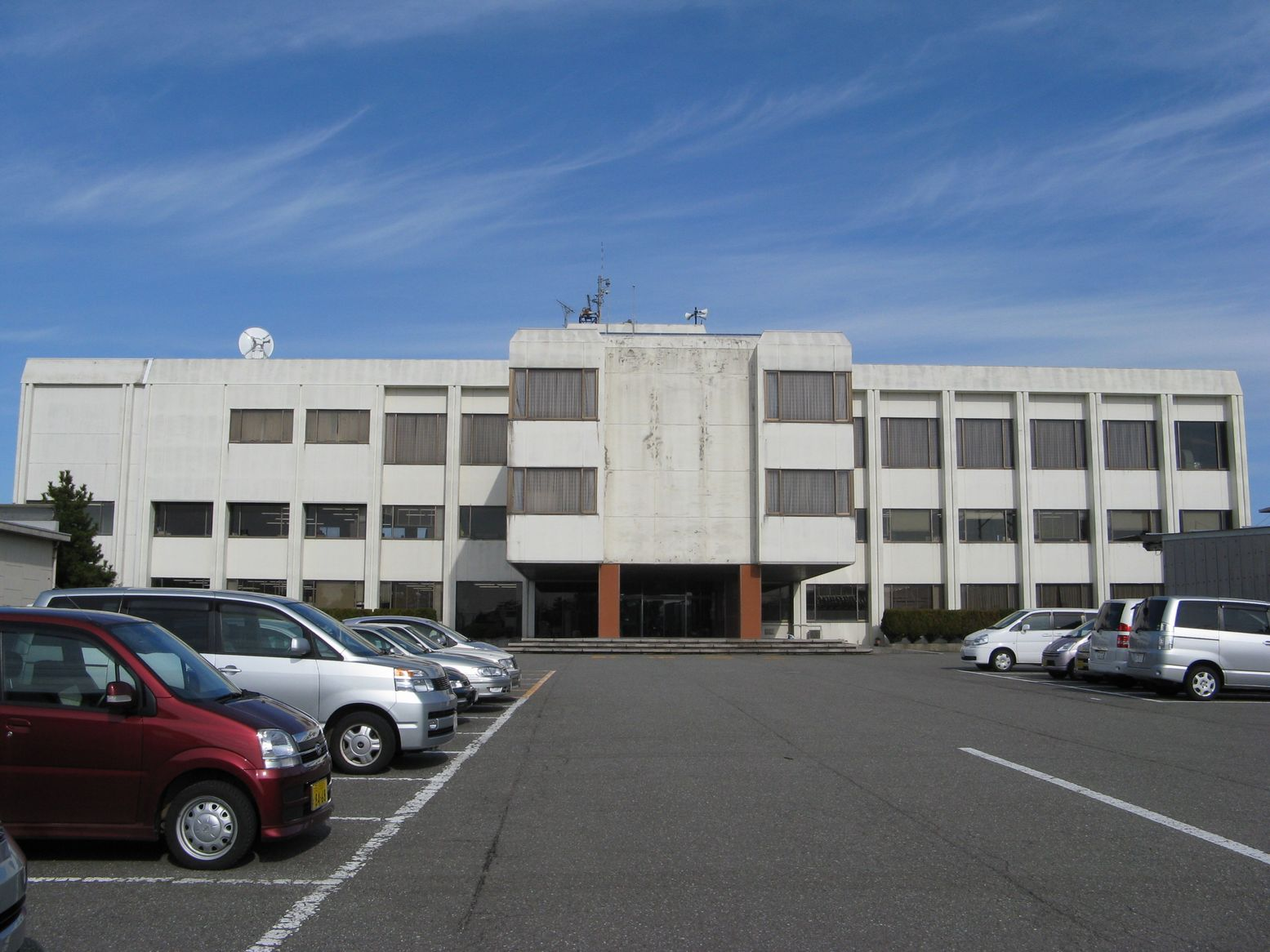
旧押水庁舎（旧押水町役場、2010年（平成22年）3月末で閉鎖）

2005年（平成17年）3月1日から2010年（平成22年）3月31日まで分庁方式をとっていたが、2010年（平成22年）4月1日からは志雄庁舎に統合された（2010年（平成22年）3月31日をもって押水庁舎は行財政改革と庁舎の老朽化の為に閉鎖された）
本庁舎（旧志雄庁舎）
- 石川県羽咋郡宝達志水町子浦そ18番地1（〒929-1492）

町民センターアステラス
- 石川県羽咋郡宝達志水町門前サ11番地（〒929-1311）

押水庁舎（2010年（平成22年）3月末で閉鎖）
- 石川県羽咋郡宝達志水町小川ハ250番地（〒929-1392）

## 姉妹都市・提携都市
- 下呂市（岐阜県）
  - 1980年（昭和55年）に旧押水町と旧小坂町との間で友好交流が始まる。2006年（平成18年）2月20日、姉妹都市提携。

## 経済

### 産業
工業
- NTN宝達志水製作所 - （NTNのグループ会社）
- かがつう押水工場
- かがつう技研
- 高周波熱錬宝達志水分工場
- 参天製薬能登工場
- 三協マテリアル石川工場 - （三協立山グループ）
- 村昭繊維興業株式会社
- 株式会社稲穂
- テクノウイン（株） 志雄工場
- 能任絹株式会社
- ノト産業株式会社
- 株式会社ニッポー技研北陸工場
- 株式会社MDF

農協
- JAはくい押水支店
- JAはくい志雄支店

金融機関
- 北國銀行押水支店
- のと共栄信用金庫押水支店
- のと共栄信用金庫志雄支店（2020/11/9 廃止。押水支店に統合。）

郵便局
- 北川尻簡易郵便局
- 宝達郵便局
- 押水郵便局
- 敷波簡易郵便局
- 志雄郵便局

## 地域

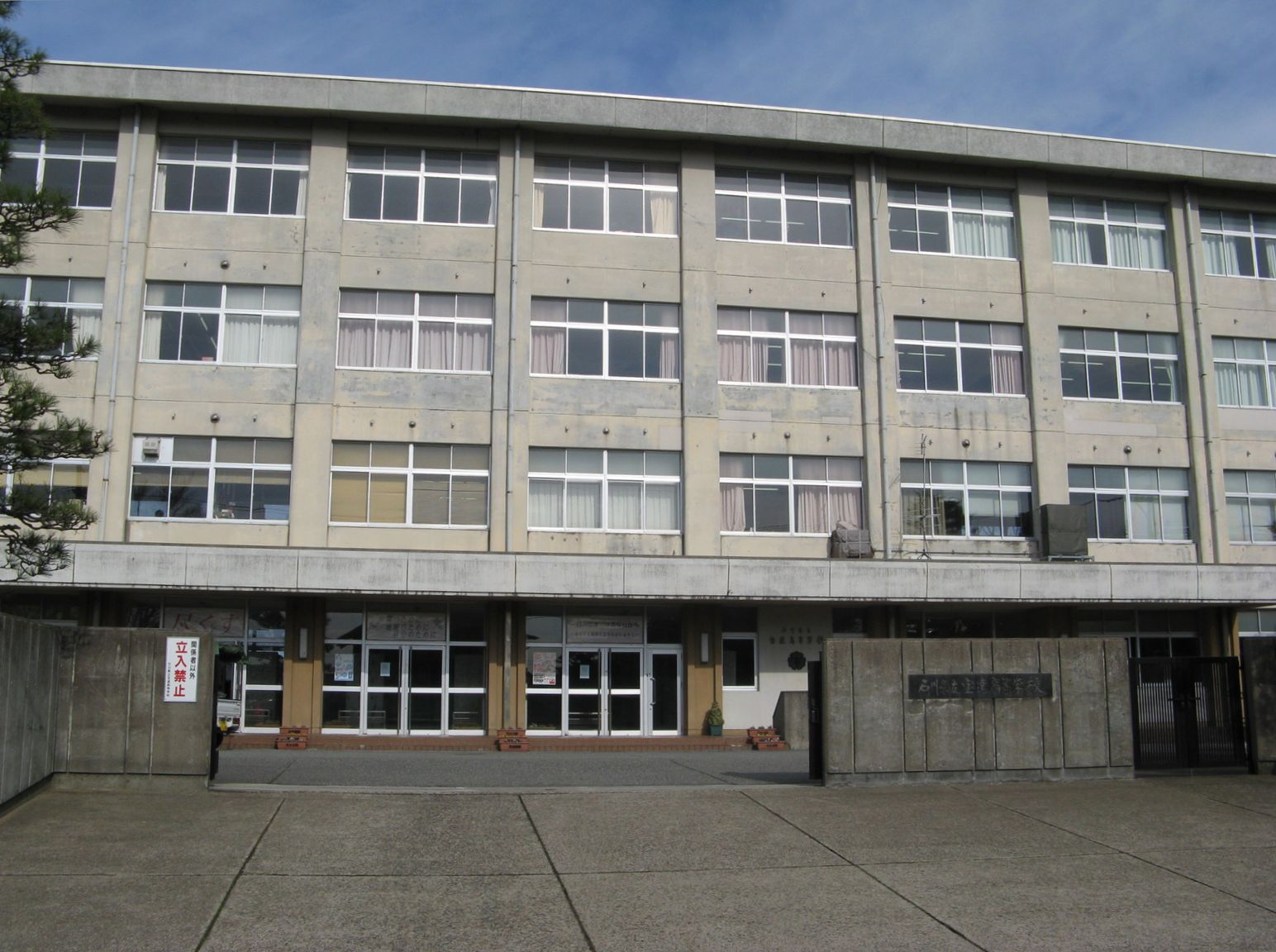
宝達高等学校

### 学校教育

#### 高等学校
- 石川県立宝達高等学校

#### 中学校
- 宝達志水町立（1校）
  - 宝達中学校
  - 押水中学校（平成27年3月統合に伴い閉校）
  - 志雄中学校（平成27年3月統合に伴い閉校）

上記2中学校を統合した宝達中学校が、平成27年4月に開校。

#### 小学校
- 宝達志水町立（5校）
  - 相見小学校（2025年3月31日まで）
  - 押水第一小学校（2025年3月31日まで）
  - 志雄小学校（2025年3月31日まで）
  - 樋川小学校（2025年3月31日まで）
  - 宝達小学校（2025年3月31日まで）
  - 押水小学校（2025年4月1日より）
  - 志桜小学校（2025年4月1日より）

### 社会教育

#### 図書館
- 宝達志水町立
  - 押水図書館（平成27年3月31日閉鎖）
  - 図書館（平成27年4月1日押水図書館閉鎖に伴い、志雄図書館から町立図書館に名称変更）

## 交通

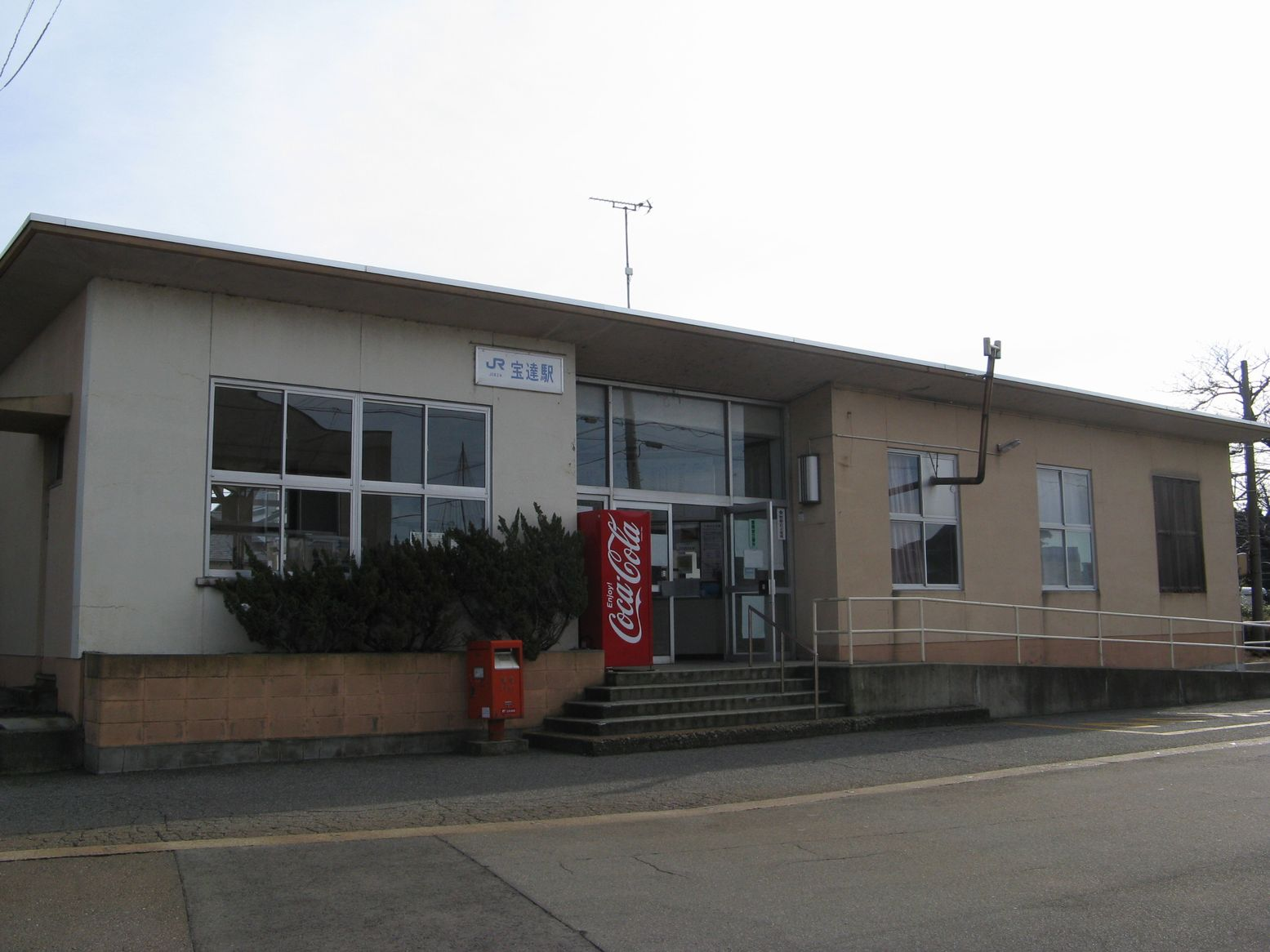
宝達駅

### 鉄道路線
- 西日本旅客鉄道（JR西日本）
  - 七尾線 ： 免田駅 - 宝達駅 - 敷浪駅

### 公共交通
- デマンドタクシー
- 宝達志水町コミュニティバス

### 道路
- 自動車専用道路
  - のと里山海道 ： 米出IC - 今浜IC
- 一般国道
  - 国道159号 - 押水バイパス、七尾街道
  - 国道249号
  - 国道471号
  - 国道415号 - 羽咋バイパス
- 県道
  - 主要地方道
    - 富山県道・石川県道29号高岡羽咋線
    - 石川県道59号高松津幡線
    - 石川県道60号金沢田鶴浜線・能登海浜自転車道
    - 石川県道・富山県道75号押水福岡線
    - 富山県道・石川県道76号氷見惣領志雄線

  - 一般県道
    - 石川県道128号敷浪停車場線
    - 石川県道229号宝達今浜線
    - 石川県道230号小川宝達停車場線
    - 石川県道231号向瀬杉野屋線
    - 富山県道・石川県道300号氷見志雄線
    - 石川県道305号所司原神子原線

## 観光

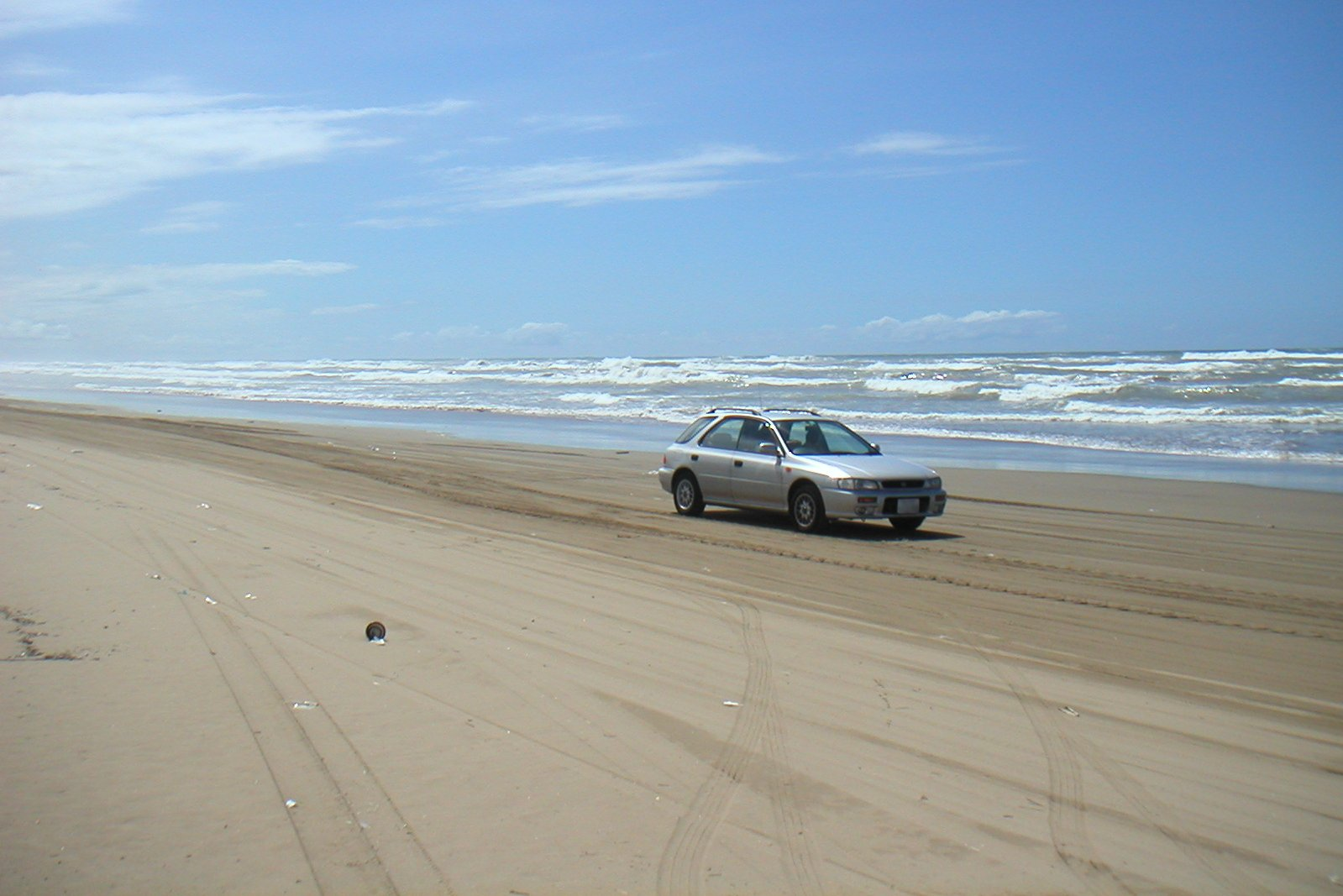
千里浜なぎさドライブウェイ

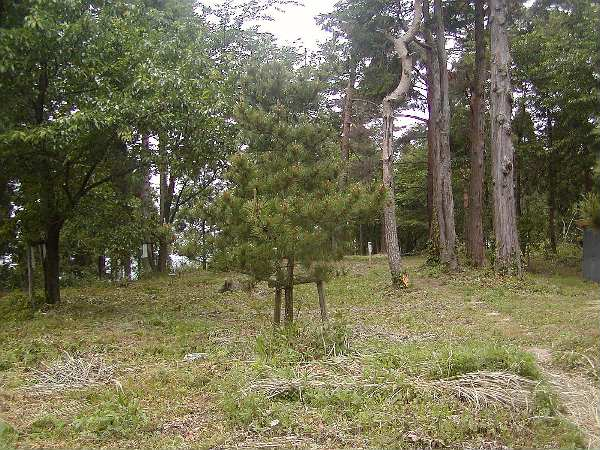
末森城（本丸跡）

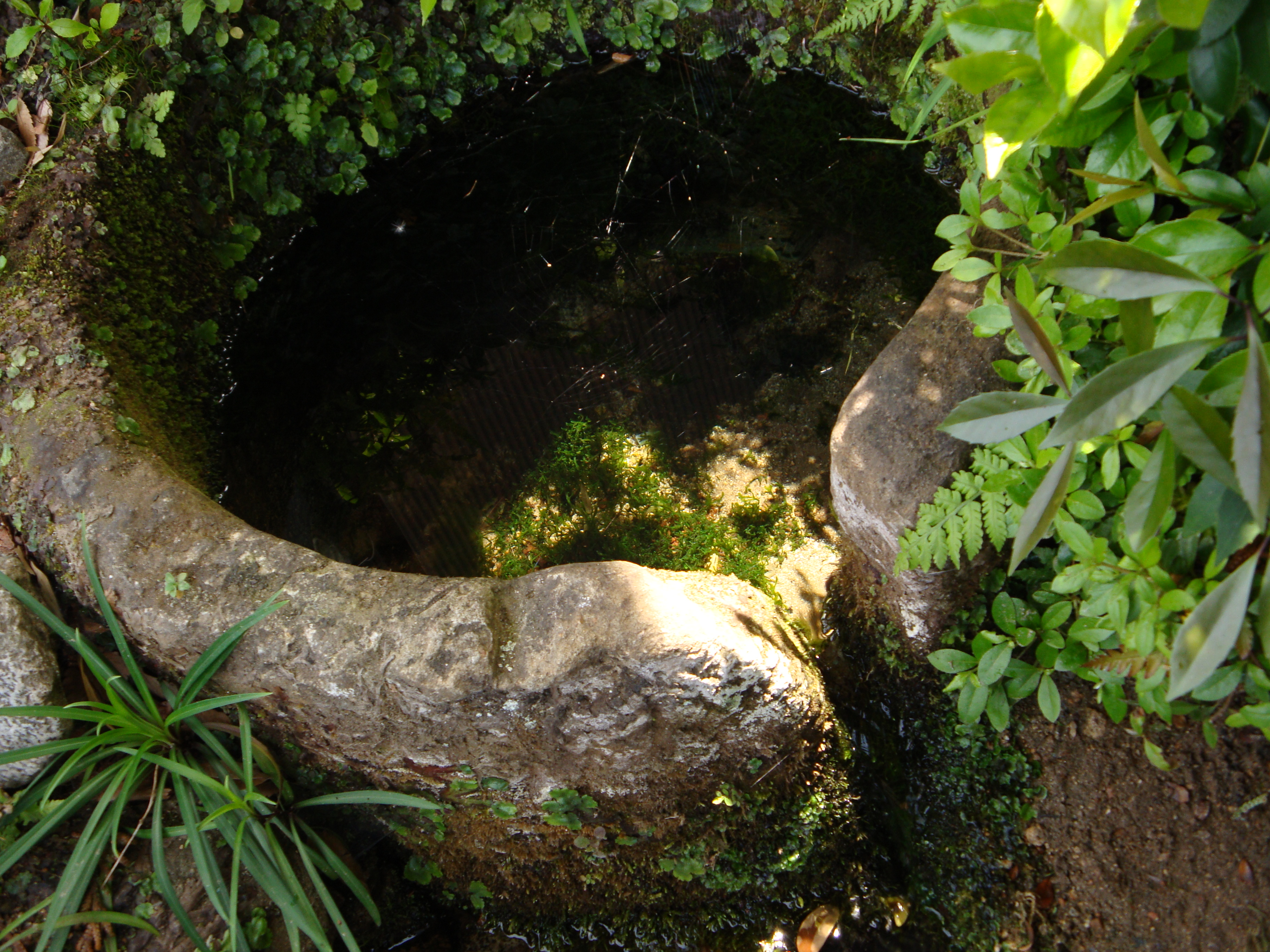
押しの泉

### 祭礼
- 子浦の獅子舞：久保町青年団（勇壮な越中獅子）
- 菅原の獅子舞（幻想的な能登獅子）
- 蓮華山大相撲（500年余りの伝統を誇り、加賀・能登・越中から各郷土自慢の力士たちが、夜遅くまで熱戦を繰り広げる）

### 名所・旧跡
- 千里浜なぎさドライブウェイ
- 末森城跡 （県指定史跡）
- 喜多家住宅 （国の重要文化財）
- 岡部家 （県指定有形文化財）
- 散田金谷古墳 （国の史跡）
  - 成正寺　散田金谷古墳出土品の一部が保管されている。
- 樽見滝
- 押しの泉
- モーゼの墓  （山根キクがモーゼの墓と主張した古墳。根拠はない。）[5][6]

### 保養・休憩施設
- 志乎・桜の里古墳公園
- 伝説の森公園 モーゼパーク（山根キクの主張を町おこしに利用し、押水町が整備した）[5]
- 千里浜カントリークラブ
- 能登カントリークラブ
- 山の龍宮城（休養施設）
- 古墳の湯（2025年3月末で営業終了[7][注釈 1]）
- 千里浜やわらぎ温泉

### 特産品
- 宝達葛（葛粉）
- イチジク
- おだまき（餅菓子）
- オムライス（起源とされる店の一つとして、宝達志水町出身のシェフ・北橋茂男が、大阪市にある洋食店「北極星」の前身の店でオムライスを考案したことに因み、オムライスを通じて町おこしを行っている[9]。「おむてなし隊」に参加する飲食店7軒が独自に工夫した料理を提供している[10]。）

## 出身有名人
- 北橋茂男 （実業家、北極星産業創業者）
- 新川二朗 （演歌歌手）
- 津田健太朗 （フリースタイルスキー・ハーフパイプ選手）（2014年ソチオリンピック出場）
- 寺島拓篤 （声優）
- 中村和美 （元バレーボール選手、バレーボール日本女子代表代表マネージャー）
- 広橋百合子（陸上競技選手[11]、石川県初のオリンピック選手[12]）
- 御木本伸介 （俳優）
- 森川徹（Jリーグ選手(元ガンバ大阪)）
- 宮田大輔 （元プロサッカー選手・FKモルナル）
- 畠山友志 （サッカー選手・ザスパ草津チャレンジャーズ）
- 萩山教嚴（政治家）
- 石森大誠（プロ野球選手・中日ドラゴンズ）